# 佐藤澪
佐藤 澪（さとう みお、1993年2月12日 - ）は、日本の元女子バレーボール選手である。

## 来歴
山形県山形市出身。バレーボールをしていた実母の影響で小学1年次よりバレーボールを始め、中学1年からリベロとなった。山形市立商業高等学校在学中の2010年3月に開催された第41回春高ではベスト8に食い込む活躍を見せた。同校卒業後は尚絅学院大学に進学し、同学バレーボール部で活躍。2014年10月の国体本戦出場、12月の全日本選手権でファイナルラウンド出場などを果たした。11月にVプレミアリーグのトヨタ車体クインシーズの内定選手となった。同学出身者としては初のVリーガーである。
2015年1月10日のデンソーエアリービーズ戦に途中出場し、プレミアデビューを果たす。翌日以降、スターティングリベロに定着し活躍した。
同年4月6日、全日本女子メンバーに登録された。FIVBワールドグランプリのブラジル戦で全日本デビューを飾った。同年8-9月のワールドカップで三大大会に初出場した。
2019年6月、トヨタ車体クインシーズを退団し、NECレッドロケッツに移籍。
2021年、2020-21シーズン終了をもって現役引退。

## エピソード
- 元パイオニア・アランマーレの佐藤円は実妹である[15]。

## 球歴
- 全日本 2015年-
- 三大大会
  - ワールドカップ - 2015年

## 所属チーム
- 山形市立滝山小学校（滝山スポーツ少年団）
- 山形市立第六中学校
- 山形市立商業高等学校
- 尚絅学院大学
- トヨタ車体クインシーズ（2015-2019年）
- NECレッドロケッツ（2019-2021年）

## 個人成績
Vプレミアリーグレギュラーラウンドにおける個人成績は下記の通り。
| シーズン | 所属       | 出場 | 出場   | アタック | アタック | アタック | アタック | ブロック | ブロック | サーブ | サーブ | サーブ | サーブ | レセプション | レセプション | 総得点 | 備考     |
| -------- | ---------- | ---- | ------ | -------- | -------- | -------- | -------- | -------- | -------- | ------ | ------ | ------ | ------ | ------------ | ------------ | ------ | -------- |
| シーズン | 所属       | 試合 | セット | 打数     | 得点     | 決定率   | 効果率   | 決定     | /set     | 打数   | エース | 得点率 | 効果率 | 受数         | 成功率       | 総得点 | 備考     |
| 2014/15  | トヨタ車体 | 19   | 52     | 0        | 0        | 0.0%     | %        | 0        | 0.00     | 0      | 0      | 0.00%  | 0.0%   | 171          | 61.4%        | 0      | 内定選手 |
| 2015/16  | トヨタ車体 | 21   | 82     | 0        | 0        | 0.0%     | %        | 0        | 0.00     | 0      | 0      | 0.0%   | 0.0%   | 236          | 63.1%        | 0      |          |
| 2016/17  | トヨタ車体 | 0    | 0      | 0        | 0        | 0.0%     | %        | 0        | 0.00     | 0      | 0      | %      | 0.0%   | 0            | 0%           | 0      |          |
| 2017/18  | トヨタ車体 | 20   | 37     | 0        | 0        | 0.0%     | %        | 0        | 0.00     | 0      | 0      | %      | 0.0%   | 12           | 3.3%         | 0      |          |
| 2018/19  | トヨタ車体 |      |        |          |          | %        | %        |          |          |        |        | %      | %      |              | %            |        |          |